# Islas Raevski
Las islas Raevski, Raeffsky, o Raéffski, son un grupo de tres atolones pequeños en el centro de las Tuamotu, en la Polinesia Francesa. Los tres atolones son: Hiti, Tepoto y Tuanake. Administrativamente depende de Katiu, comuna asociada a la comuna de Makemo.
- Hiti. Es un atolón con forma de huevo de 1,5 km² de superficie total, con una laguna sin ningún paso navegable. Está deshabitado. Fue descubierto en 1820 por Bellinghausen.
- Tepoto Sur. Es un atolón ovalado de 3 km de largo y 2,4 km de ancho, con una superficie total de 0,6 km². Es el atolón más pequeño de la Polinesia Francesa. Está situado a 20 km al suroeste de Hiti. La laguna interior dispone de un paso navegable. Está deshabitado, y es visitado ocasionalmente desde los atolones vecinos para pescar y recolectar cocos. Fue descubierto en 1768, por Louis Antoine de Bougainville. Una leyenda explica que el oro robado en una iglesia de Perú se enterró en este atolón. Se llama Sur para distinguirlo de Tepoto Norte, una de las islas de la Decepción.
- Tuanake. Es un atolón situado a 20 km al suroeste de Makemo y a 20 km al norte de Tepoto. Es un atolón circular de 7 km de diámetro, con una superficie total de 14 km². La laguna interior dispone de un paso navegable. Está deshabitado y es visitado ocasionalmente para recolectar copra. El atolón es sorprendentemente muy boscoso. Fue descubierto en 1820 por Fabian Bellinghausen.